# USS LST-978
O USS LST-978 foi um navio de guerra norte-americano da classe LST que operou durante a Segunda Guerra Mundial.